# Adhibhautika
Adhibhautika é um termo sânscrito. Adhi significa vindo do céu, que advém dos Devas, seres celestiais ou espirituais, divina influência, bhuta do verbo bhu que significa ser, se tornar, mais o radical duhkha (dor), o terceiro tipo de klesa, no hinduísmo.
Nenhum homem é uma ilha. Nós vivemos em um mundo populado por inúmeras outras espécies. Neste mundo repleto de perigos, que podem ser intencionais ou não, a humanidade tenta entender o que causa sua aflição. Esta aflição pode ser um mosquito, um escorpião, uma cobra, ou um fenômeno da natureza (chuva, terremotos, tufões, etc). Conseqüentemente se criam ilusões e superstições sobre o fato natural.
Isto acontece em todas as civilizações humanas e são a base de diversas religiões. Desde o mau-olhado até a concepção de demônios, as aflições sofridas por elementos externos influenciou a imaginação da espécie humana de forma inegável e admiravelmente.
Adhibhautika portanto é algo natural, que quando não pode ser explicado com o que é conhecido pelos hindus, dando origem à mistificação. Portanto, adhibhautika é a dor causada por pessoas, demônios, animais, fantasmas, etc.
Separar o misticismo da realidade é um trabalho difícil, por não termos o conhecimentos completo das causas e efeitos da natureza, e muito menos o funcionamento da mente humana e seu inconsciente coletivo.
Na cultura indiana, entretanto, existe a possibilidade de ser ter acesso a esta informação através de exercícios do yoga, como o trataka, que ampliam a capacidade de visão e a intuição humana.
A filosofia hindu, na tentativa de explicar o funcionamento da mente humana sobre este fato, postula que a aflição acontece pela sorte e, como tal, não é transitória, já que após experimentá-la ela caem no esquecimento. Este esquecimento cria um instinto sobre o fato: por exemplo, você vê alguém se queimando com fogo, esquece o fato, mas começa a ter medo do fogo, você não consegue explicar isto, apenas sente o medo. 
Determinando o modo que permita que a mente permaneça imperturbável pela aflição produz-se um sentimento de felicidade. A razão deste sentimento é a libertação das paixões, do medo e da raiva. Sendo a paixão um estado mental relacionado à aquisição de objetos, com um desejo intenso de nunca perder a pose do que é possuído, novamente a pessoa tem medo. O medo é a dor são causadas pela agonia do sentimento de perder a posse de algo, causando a raiva. 
Fechando o ciclo, a raiva é um estado mental que aparece quando se experimenta a separação de algo que se deseja. Ou seja a paixão, o medo e a fúria nos fazem perder o discernimento. Para ampliar o nosso discernimento precisamos nos livrar destes três impedimentos, nos tornando maduros, isto é atingido, pela introspecção e a contemplação, esta arte é conhecida como sthita-prajna.